# Myra J. Hird
Myra J. Hird (* 1950) ist eine kanadische Soziologin.
Sie ist Professorin an der School of Environmental Studies an der Queen’s University in Ontario, Kanada sowie Direktorin der genera Research Group (gRG), Gründerin der Canada’s Waste Flow research group und Fellow der Royal Society of Canada.
Hird ist innerhalb der Disziplinen von Science Studies und Interdisciplinary Environmental Studies tätig. Ihre Forschungs- und Lehrinteressen erstrecken sich auf die Bereiche Wissenschaftsforschung (einschließlich Wissenschaftstheorie, Wissenschaftssoziologie und Erkenntnistheorie), Gesundheitswissenschaft, Transdisziplinarität, sexuelle Differenz, Sexualität (einschließlich Transsexualität, Intersexualität), Ethik und soziale Gerechtigkeit, feministische Wissenschaftskritik und Queer-Theorie.

## Leben
Myra Hird hat einen Bachelor-Abschluss der University of Western Ontario und der University of Windsor sowie einen Master-Abschluss der McGill University. Ihre Promotion absolvierte sie an der Universität Oxford.

## Forschung

### Abfall
Hirds derzeitige Forschung fokussiert sich auf Abfall als ein technologisch-wissenschaftliches und sozialethisches Thema. Dabei untersucht sie verschiedene Arten von Abfall und deren Qualität (Siedlungsabfälle, Industrieabfälle, biologisch gefährliche Abfälle, Lebensmittelabfälle und landwirtschaftliche Abfälle, nukleare Abfälle, Bekleidung, Elektronik, Bergbau, Militär usw.) sowie verschiedene Abfall-Managementpraktiken (Deponierung, Verbrennung, biologische Sanierung, Endlager usw.). Ihre Forschung konzentriert sich auf die verschiedenen Arten des Verständnisses von Abfall und wie Abfall politisch, wirtschaftlich und sozial geregelt wird. Wird beispielsweise eine Plazenta als „biohazardous waste“ definiert, ermöglicht dies, sie für wissenschaftliche Forschung zu sammeln und im Labor zu untersuchen. Abfall als erkenntnistheoretisches und materielles Phänomen zu betrachten, wirft auch aktuelle Fragen nach Möglichkeiten einer nicht-menschlichen Epistemologie auf, die Hird insbesondere im feministischen Kontext gestellt sieht.
Hird setzt sich kritisch mit dem komplexen Zusammenspiel von materiellen und sozialen Prozessen auseinander, die unser Verhältnis zur Umwelt definieren. Ein besonderer Fokus ihrer Arbeit liegt darauf, wie Umweltprobleme als Anliegen auftauchen, von verschiedenen Interessengruppen definiert werden und welche Lösungen in politischen, wirtschaftlichen, kulturellen und technowissenschaftlichen Diskursen erarbeitet werden. Abfall betrachtet Hird als globales Umweltproblem, das soziokulturelle und biogeologische Prozesse in komplexen Beziehungen zusammenführt. Deponiesickerwasser, Kolonialismus, desinteressierte Öffentlichkeit, globale Unternehmensinvestitionen, Nahrungsmittelproduktion, Landansprüche, neoliberale Regierungsführung, Permafrost und eine Vielzahl anderer sozio-materieller Aspekte vereinen sich in diesem Diskurs. Hird sucht dabei nach einer Möglichkeit, wie sich Sozial- und Geisteswissenschaften mit wissenschaftlichen Erkenntnissen befassen können, damit globale Themen wie Klimawandel, Mensch-Tier-Beziehungen sowie die Zukunft von Abfällen eine interdisziplinäre Angelegenheit werden.

### Symbiose
Im Zusammenhang mit ihrer Forschung zu symbiotischen Mikrobakterien untersucht Hird, wie Soziologen die Ko-Evolutionstheorie nutzen könnten, um die komplexen Wechselwirkungen zwischen Materie, Kultur und Gesellschaft zu untersuchen. Durch die Betrachtung von bakterieller Symbiose, so Hird, kann die Vorstellung von autonomen einzelnen Organismen hinterfragt werden. Auch die herausragende Rolle des Menschen bei der biosphärischen Regulation und die Unterscheidung zwischen Natur und Kultur wird durch diesen Perspektivwechsel in Frage gestellt.

## Auszeichnungen
2013 erhielt Hird eine Gastprofessur des Leverhulme Trust.
2015 wurde sie mit dem Queen’s University Prize for Excellence in Research ausgezeichnet.

## Schriften (Auswahl)
- Hird, M.J.: Canada’s Waste Flow. McGill-Queen’s University Press. McGill-Queen’s University Press (im Erscheinen).
- Hird, M.J.: Sociology of Science: A Critical Canadian Introduction. Oxford: Oxford University Press, 2011. ISBN 0-19-542989-3.
- Hird, M.J.: The Origins of Sociable Life: Evolution After Science Studies. Houndmills, Basingstoke: Palgrave Press, 2009. ISBN 978-0-230-20213-9.
- Hird, M.J.: Sex, Gender and Science. Houndmills, Basingstoke: Palgrave Press, 2004. ISBN 1-4039-2176-8.
- Hird, M.J.: Engendering Violence: From Childhood to Adulthood. Aldershot: Ashgate Press, 2002. ISBN 0-7546-0916-2.